# Théologie dogmatique

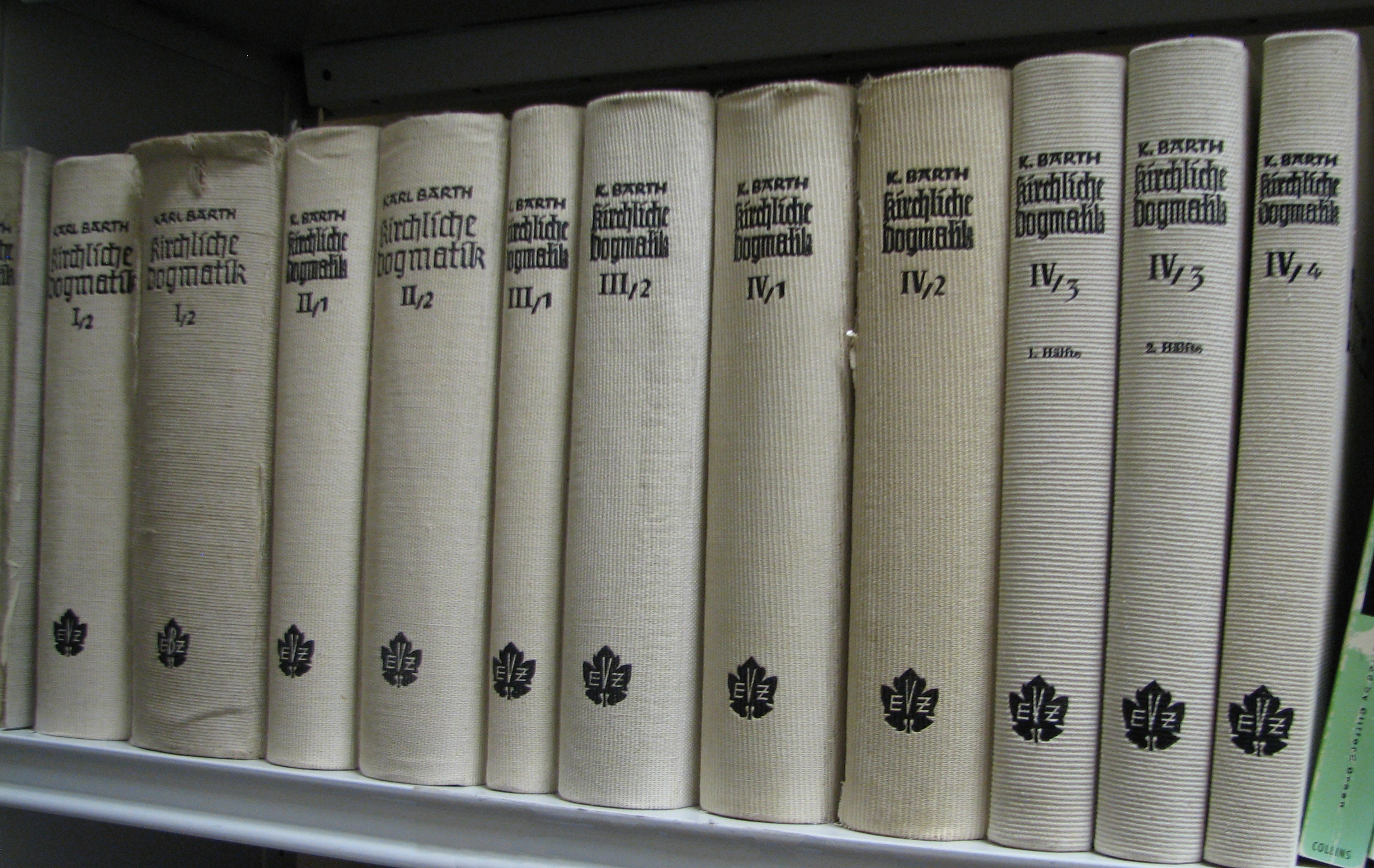
Dogmatique de Karl Barth.

La théologie dogmatique est une branche de la théologie chrétienne qui étudie le contenu de la confession de foi chrétienne (le dogme, exprimé dans le credo en particulier), dans sa cohérence interne et dans les formulations que prend la foi chrétienne exprimée dans un langage et une culture.
Sur la base de la Bible et de la tradition de l'Église, la théologie dogmatique vise à exprimer le mystère chrétien de manière cohérente, dans le dialogue avec la culture, pour en montrer l'intelligibilité et éclairer la pratique de la vie chrétienne.